# جزيرة أولفا (نيوزيلندا)
جزيرة أولفا هي جزيرة صغيرة تبلغ مساحتها حوالي 3.5 كـم (2.17 ميل) تقع داخل خليج باترسون، وهو جزء من جزيرة ستيوارت / راكيورا في نيوزيلندا.

## الجغرافيا

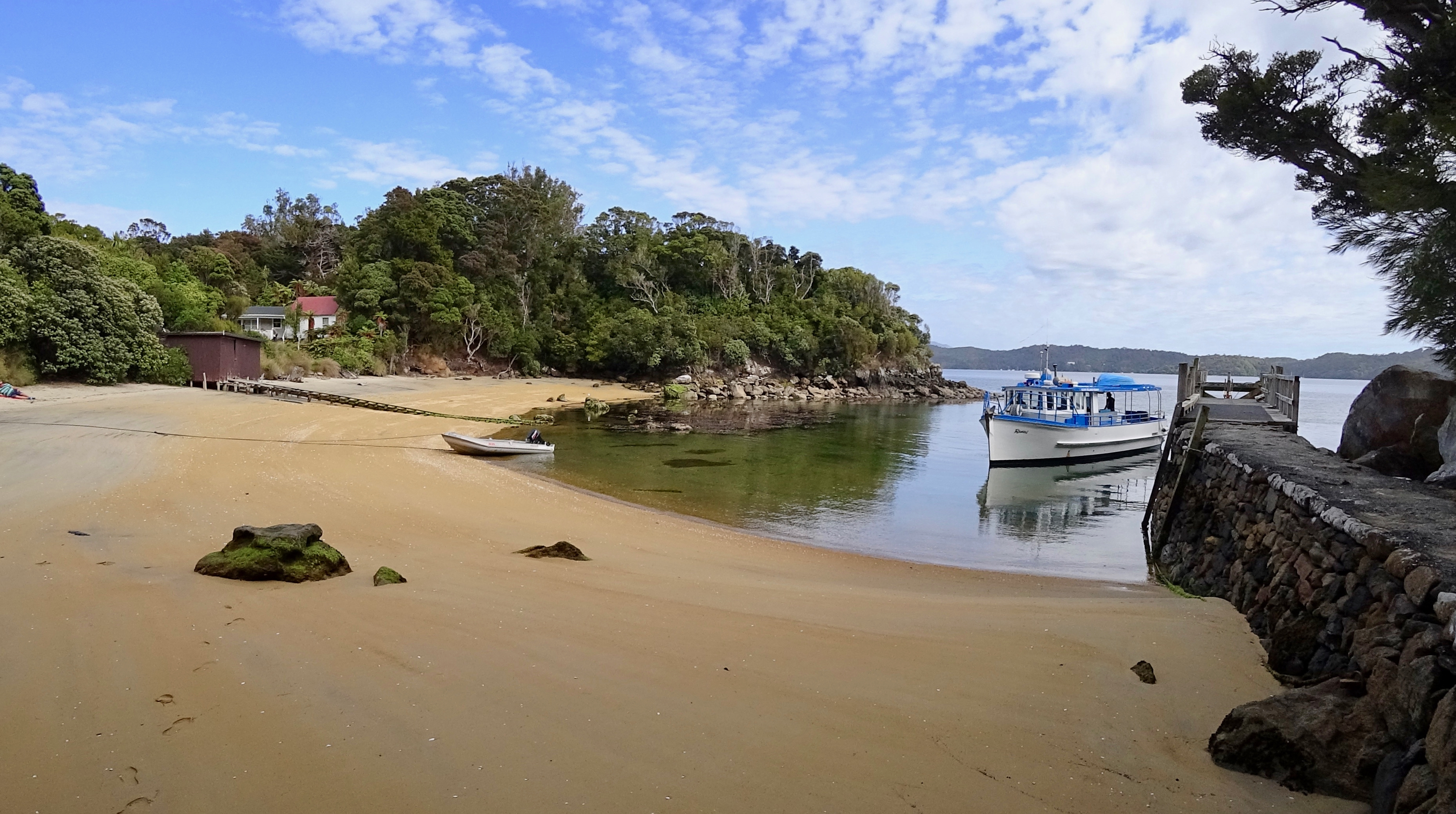
خليج مكتب بريد جزيرة أولفا، منطقة الرصيف مع العبارة

تبلغ مساحتها 267 هكتار (660 أكر)، منها تقريبًا 261 هكتار (640 أكر) كلها جزء من منتزه راكيورا الوطني. سمّيت على اسم جزيرة أولفا في جزر هبريدس الداخلية في إسكتلندا، وكانت تسمى سابقًا جزيرة كوبرز.

## التنوع البيولوجي

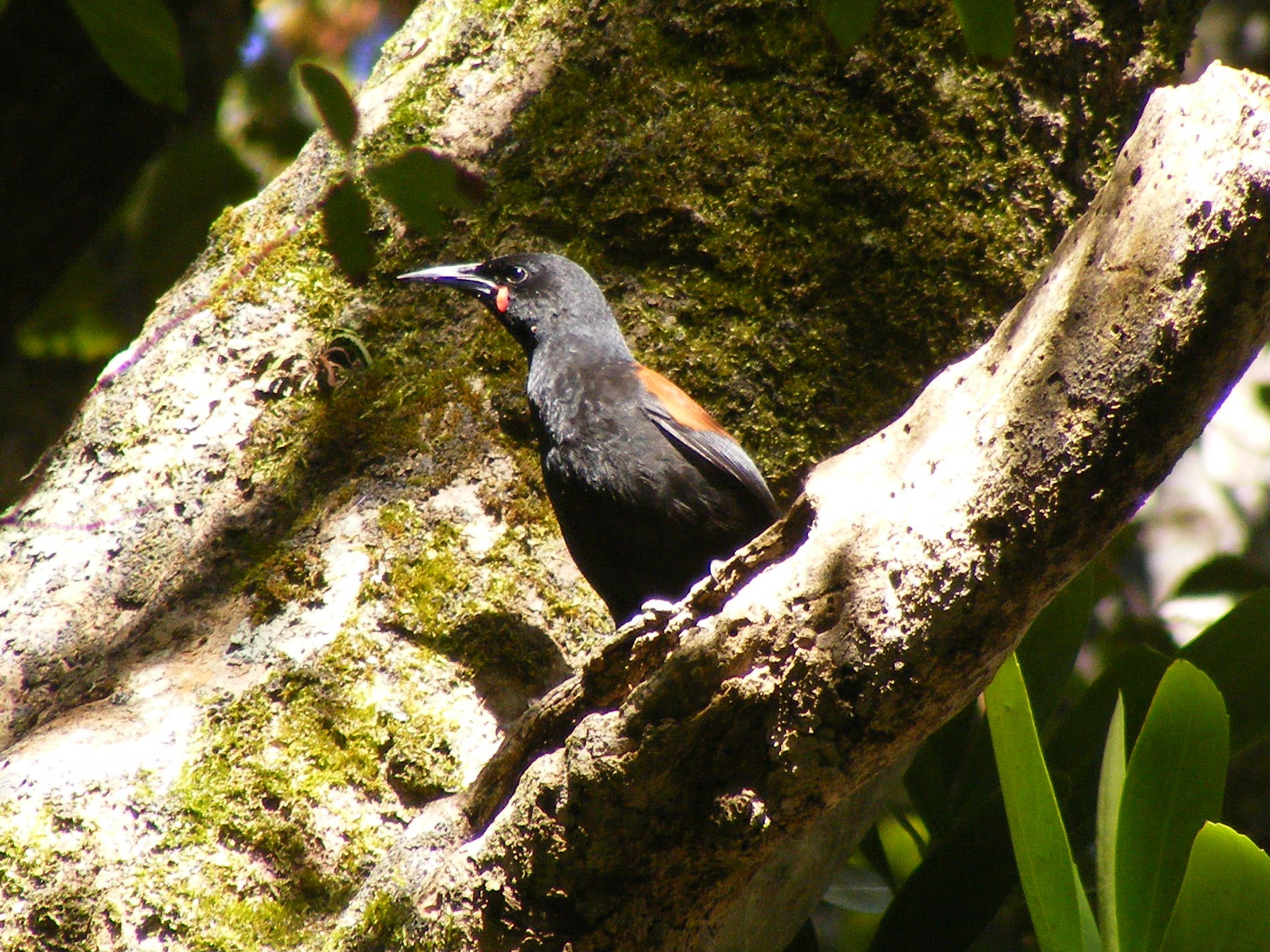
طائر تيكي، أو طائر السرج من جزيرة الجنوب، في جزيرة أولفا، حيث أطلق لأول مرة عام 2000. تعتني جامعة أوتاجو بمجموعة من حيوانات السرج في جزيرة الجنوب.

إن العزلة النسبية لجزيرة أولفا، على الرغم من سهولة الوصول إليها من جزيرة ستيوارت، جعلتها تصبح منطقة موارد طبيعية مهمة. فهي ملاذ للطيور والنباتات على حد سواء، وتضم أنواعًا نادرة أو انقرضت في البر الرئيسي لنيوزيلندا. في عام 1997، أُعلنت الجزيرة خالية من الفئران، بعد برنامج استئصال، وأعيدت الطيور المنقرضة إلى الجزيرة، بما فيها طائر السرج من جزيرة الجنوب (تيكي)، والطائر الأصفر الرأس (موهوا)، وطائر روبن من جزيرة ستيوارت. تشمل الطيور الأخرى في الجزيرة والتي تعد نادرة في البر الرئيسي الأنواع الفرعية لجزيرة ستيوارت من الكيوي البني الجنوبي (توكويكا)، والببغاء ذو البندقية (تيتيبونامو)، والببغاء ذو التاج الأصفر والجبهة الحمراء، وببغاء كاكا أو ببغاء الغابة في جزيرة الجنوب، بالإضافة إلى العديد من الأنواع الأخرى. يستخدم البطريق ذو العيون الصفراء المهدد بالانقراض الجزيرة كمواقع للتكاثر.
أقصر مسافة عبر المياه من راكيورا إلى جزيرة أولفا هي حوالي 800 متر (2,600 قدم) وهذا ضمن النطاق الذي تستطيع فيه الجرذان البنية السباحة. رُصد أكثر من 20 حالة غزو للفئران بين عامي 1997 و2022. تبلغ فترة الحمل لدى الجرذان البنية 3 أسابيع، لذا يمكن أن ينمو مجتمع الفئران بسرعة. في عام 2022، أعلنت إدارة الحفاظ على البيئة أن غزو الفئران في فبراير لم يمكن احتواؤه بنجاح، وأن الفئران انتشرت إلى أجزاء أخرى من الجزيرة، مما يشكل تهديدًا كبيرًا للأنواع الأكثر ضعفًا في الجزيرة. علقت مؤسسة Predator Free Rakiura بأن اكتشاف الفئران في جزيرة أولفا كان بمثابة المحفّز لتقديم الدعم لضرورة القضاء على الحيوانات المفترسة في البر الرئيسي لجزيرة راكيورا.
تحافظ إدارة الحفاظ على البيئة حاليًا على الجزء العام من الجزيرة بما في ذلك وضعها الخالي من الحيوانات المفترسة. تعتبر ملكية خاصة لجزء صغير من الجزيرة (حوالي 8 هكتار أو 20 أكر بين خليج سيدني وخليج مكتب البريد).
يُعتقد أن أنواع الحشائش الكبدية Lophocolea mediinfrons مستوطنة في شمال شرق جزيرة أولفا.